# Zeta Geminorum
Zeta Geminorum (Mekbuda, 43 Geminorum) é uma estrela na direção da constelação de Gemini. Possui uma ascensão reta de 07h 04m 06.54s e uma declinação de +20° 34′ 13.1″. Sua magnitude aparente é igual a 4.01. Considerando sua distância de 1168 anos-luz em relação à Terra, sua magnitude absoluta é igual a −3.76. Pertence à classe espectral G3Ibv SB. É uma estrela variável δ Cephei.